# Модрича

Положення громади Модрича у межах Боснії і Герцеговини

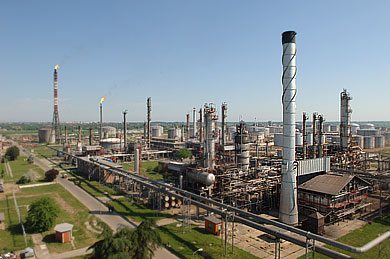
Модрицький нафтопереробний завод

Мо́дрича (босн. і хорв. Modriča, серб. Модрича) — місто на півночі Боснії і Герцеговини, на території Республіки Сербської, центр однойменної громади.

## Географія
Модрича лежить у пониззі Босни на рівнині Посавіни, використовуваній переважно у сільськогосподарських цілях. Громада багата на родючі угіддя і невеличкі водотоки. Велика частина площі муніципалітету зайнята лісистими пасмами гір: Вучьяк (367 м) на лівому березі та Требава (644 м) на правому березі Босни. Найближчі міста — Шамац, Дервента і Добой.

## Історія
Перший письмовий документ про Модричу — грамота з ХІІІ століття угорського короля Бели IV, у якій Модрича згадується як джерело. За переказами, Модричу названо на честь невеличкої річки з голубою, гірською водою. Припускається, що це річечка Дуса. Згідно з іншими легендами, місцевість бере назву від давньослов'янських позначень блакитного неба і відстаней, розмитих на обрії до голубизни — «модріна (блакить)/модріча».
Як поселення уперше згадується в грамоті боснійського бана Стефана Котроманича з 1323 року, де говориться про жупу Ненавіште із селами Модрича і Якеш.
1536 року Модричу підкорили турки. Турецька влада докладала зусиль до повернення старого населення і приведення нових жителів, що було однією з економічних і стратегічних потреб. Так, приблизно в XVI столітті там з'являються влахи (серби). На початку турецького панування чинилися спроби ісламізувати християнське населення.
Після Берлінського конгресу 1878 року на ці землі вступила Австро-Угорщина.
Нацистська армія увійшла в Модричу 16 квітня 1941 року. Після відходу німецької армії 22 червня на східний фронт, влада у місті перейшла до рук НДХ. 8 вересня 1943 партизанські загони НВАЮ відбили в усташів місто. Німецькі війська знову займають Модричу 24 грудня. Партизанські загони остаточно завоювали місто 9 квітня 1945. З цього дня Модрича починає відновлюватися і водночас переживати соціально-економічне відродження.
Модрича відносно сильно постраждала від війни 1992—1995 років через своє положення у вигляді коридору між захопленими сербами районами на захід і схід від неї, утримуваними хорватами ділянками на півночі та контрольованими мусульманами територіями на півдні.
Після війни довоєнні межі муніципалітетів було змінено, села Якеш, Печнік і Модрицький Луг було виділено з громади Модрича і включено в нову громаду Вукосавлє, натомість декілька сіл західної частини довоєнної території муніципалітету Градачац було віднесено до громади Модрича, що суттєво змінило її розміри.

## Населення
Згідно з останнім офіційним югославським переписом 1991 року, Модрича налічувала 10 454 жителі.

## Економіка
Найбільший вклад у зайнятість місцевого населення вносить заснований у 1954 році нафтопереробний завод, який нині належить російським інвесторам.
Другим великим роботодавцем у місті є взуттєва фабрика, яка працевлаштувала понад 100 осіб. Після війни місто невпинно росте, виникають також нові фірми, особливо у будівництві.

## Транспорт
Паралельно з річкою Босна проходить залізнична вітка Сараєво—Добой—Шамац і автомагістраль M17 Босанський Шамац—Чапліна. Планується автобан А1

## Культура
Місто має культурний центр і спорткомплекс, де проводяться різні заходи. Влітку декілька років поспіль відбувається турнір із баскетболу. Щорічний зліт мотоциклістів «Моторіада» робить Модричу Меккою для любителів мотоциклів. У вихідні дні місто досить пожвавлене, кав'ярні здебільшого заповнені. Є кілька дискотек і нічний клуб.

## Спорт
У місті базується футбольний клуб «Модрича Максима», який з 2003 по 2010 рік грав у Прем'єр-лізі БіГ, а нині грає у Першій лізі Республіки Сербської. Існує також волейбольний клуб «Модрича Оптима» та баскетбольне і борцівське спортивні товариства.

## Міста-побратими
Модрича побраталася з такими містами:
| - Мільяро, Італія - Уб, Сербія |

## Відомі люди
- Авдо Карабегович — поет
- Марта Савич — співачка
- Крістіан Крекович — живописець
- Мілан Єлич — президент Республіки Сербської у 2006—2007 роках
- Нада Топчагич — співачка
- Здравко Кузманович — футболіст